# Hauts-de-France

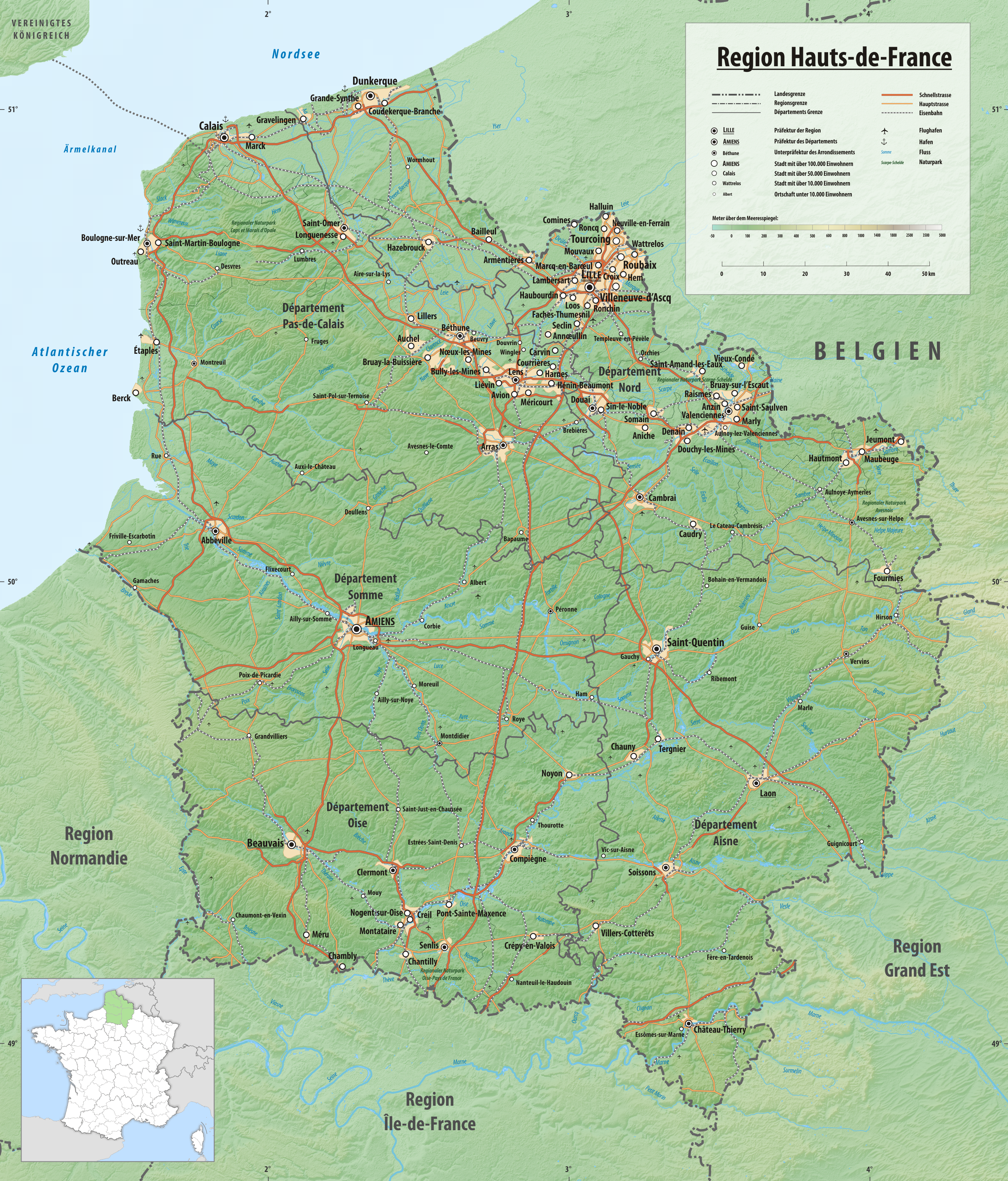
A régió domborzati térképe

Hauts-de-France (jelentése: ’fenti-’ vagy ’felső-Franciaország’) Franciaország egyik közigazgatási régiója az ország északi részén. Egy 2014 végén hozott törvény alapján jött létre két addigi régió: Nord-Pas-de-Calais és Pikárdia egyesítésével. Hivatalosan 2016. január 1-én alakult meg, nevét csak 2016 szeptemberében fogadták el. Területe 31 806 km². Székhelye Lille.

## Elhelyezkedése
Hauts-de-France északon, északkeleten Belgiummal, délkeleten Grand Est, délen Île-de-France, nyugaton Normandia régióval, északnyugaton, északon a La Manche-csatornával és az Északi-tengerrel határos.

## Közigazgatási beosztás
A régió öt megyéből áll.

|    | Megye         | (Al)prefektúra | Kerület | Kanton | Község |
| -- | ------------- | -------------- | ------- | ------ | ------ |
| 02 | Aisne         | Laon           | 5       | 21     | 798    |
| 59 | Nord          | Lille          | 6       | 41     | 648    |
| 60 | Oise          | Beauvais       | 4       | 21     | 680    |
| 62 | Pas-de-Calais | Arras          | 7       | 39     | 890    |
| 80 | Somme         | Amiens         | 4       | 23     | 772    |
|    | Összesen:     | Összesen:      | 26      | 145    | 3788   |

## Népesség
| Lakosok száma | 6 006 156 | 6 009 976 | 6 003 815 | 6 004 108 | 6 004 947 | 5 997 734 | 5 995 292 | 5 998 916 |
|               | 2014      | 2015      | 2017      | 2018      | 2019      | 2020      | 2021      | 2022      |